# Османлы, Исмаил Осман оглы
Исмаил Осман оглы Османлы (азерб. İsmayıl Osman oğlu Osmanlı; 11 апреля 1902, Нуха – 22 июня 1978, Баку) – советский, азербайджанский актёр театра и кино. Народный артист СССР (1974).

## Биография
Османлы Исмаил родился 11 апреля 1902 года в Нухе (ныне Шеки, Азербайджан) в бедной семье.
С 1922 года участвовал в спектаклях драматического кружка в Нухе и Гяндже. В 1928 году работал в Тифлисском азербайджанском театре.
С 1929 года — актёр Азербайджанского драматического театра имени М. Азизбекова (Баку), где играл до конца жизни.
Умер 22 июня 1978 года (по другим источникам — 23 июня) в Баку. Похоронен на II Аллее почётного захоронения.

## Награды и звания
- Заслуженный артист Азербайджанской ССР (1940)
- Народный артист Азербайджанской ССР (1949)
- Народный артист СССР (1974)[2]
- Орден Трудового Красного Знамени
- Орден «Знак Почёта»
- Медаль «За трудовое отличие» (9 июня 1959)
- Медали.

## Театральные роли

### Тифлисский азербайджанский театр
- Сурхай — «Айдын» Д. Джабарлы
- Абу-Убейд — «Невеста огня» Д. Джаббарлы.

### Азербайджанский драматический театр имени М. Азизбекова
- Видади, Шалико — «Вагиф» С. Вургуна
- Визирь — «Фархад и Ширин» С. Вургуна
- Аслан Кечал — «Ханлар» С. Вургуна
- Fon Hols — «Человек» С. Вургуна
- Амрах — «Волшебница Пери» А. Ахвердиева
- Шейх Хади — «Шейх Санан» Г. Джавида
- Vali — «Сиявуш» Г. Джавида
- Шакро — «Князь» Г. Джавида
- Карим Рагимли — «Пламя» М. Гусейна
- Мунис — «Низами» М. Гусейна
- Алиш — «Гатыр Мамед» З. Халила
- Никита Павлович — «Золотой родник» Г. Мусаева
- Мешади Джафар — «Разорённое гнездо» А. Ахвердиева
- Мирза Qərənfil — «Счастливцы» С. Рахмана
- Закир — «Добро пожаловать» С. Рахмана
- Ахмед бей — «Küləklər» С. Рахмана
- Халил — «Алигулу женится» С. Рахмана
- Гасым — «Невеста» С. Рахмана
- Гейдаркули — «Хаят» М. Ибрагимова
- Шекарлинский — «Деревенская девушка» М. Ибрагимова
- Ковха Мамед — «Гачаг Наби» С. Рустама
- Мешади — «Мертвецы» Дж. Мамедкулизаде
- Хаджи Наиб — «Сборище сумасшедших» Дж. Мамедкулизаде
- Мирза Джавад — «Айдын» Д. Джабарлы
- Xaspolad — «Октай Элоглы» Д. Джабарлы
- Бейшир — «Вешние воды» И. Эфендиева
- Джаби — «Гаджи Гамбар» Н. Везирова
- Сефер-бей — «Хаджи Кара» М. Ахундова
- Ашраф — «Рассказ о Турции» Н. Хикмета
- Исидор Чакели — «Не беспокойся, мама» Н. Думбадзе
- Александров — «Живой труп» Л. Н. Толстого
- General Berqoyn — «Персональное дело» А. П. Штейна
- Яго — «Отелло» У. Шекспира
- Фесте — «Двенадцатая ночь» У. Шекспира
- Гильденстерн — «Гамлет» У. Шекспира
- Бахадурбек — «В 1905 году» Д. Джабарлы
- Шариф — «Алмас» Д. Джаббарлы
- Сурхай — «Той» С. Рахмана
- Перчихин — «Мещане» М. Горького
- Крутицкий — «На всякого мудреца довольно простоты» А. Островского
- Карандышев — «Бесприданница» А. Островского
- Тихон — «Гроза» А. Островского
- Шут — «Король Лир» У. Шекспира[3].

## Фильмография
- 1939 — «Крестьяне» — мусаватист
- 1955 — «Бахтияр» («Любимая песня») — эпизод
- 1956 — «Не та, так эта» — Рза-бек
- 1957 — «Двое из одного квратала» — Махмуд
- 1958 — «Настоящий друг» — Ширали
- 1964 — «Волшебный халат» — Векил
- 1964 — «Прошение о воде» (короткометражный) — ветхий старец
- 1965 — «Двадцать шесть бакинских комиссаров» — Шахбазов
- 1965 — «Непокорённый батальон» — портной Юсиф
- 1967 — «Земля. Море. Огонь. Небо» — дед Керим
- 1967 — «Почтовый ящик» (короткометражный) — Новрузали
- 1968 — «Красавицей я не была» — Шариф
- 1969 — «Кура неукротимая» — кучер Мамедали
- 1970 — «Семеро сыновей моих» — Калантар
- 1971 — «Звёзды не гаснут» — Гаджи Тагиев
- 1972 — «Разрешение» — Фаррух
- 1973 — «Насими» — Фазлуллах Наими
- 1973 — «Попутный ветер» (СССР, Чехословакия) — Гаибов
- 1974 — «Исмаил Османлы»
- 1974 — «В Баку дуют ветры» — Алибала Мамедов
- 1978 — «Прилетала сова» — Шахлар-бек.